# Малий Альфельд
47°30′ пн. ш. 17°00′ сх. д. / 47.5° пн. ш. 17° сх. д.
Малий Альфельд, Мала Угорська низовина, Кішальфельд (угор. Kisalföld, словац. Malá dunajská kotlina, нім. Kleine Ungarische Tiefebene) — частина Середньодунайської рівнини в Північно-Західній Угорщині, південно-західній Словаччині (Podunajská nížina — Дунайська низовина) (головним чином Житній острів) і східної Австрії.

## Географія
Площа — близько 8000 км². Розташована на місці тектонічного прогину, що заповнено потужною товщею пухких відкладень і сучасним алювієм річок Дунай і Раба. Висота 100—150 м. На півночі — плоска рівнина з широкими долинами, в межах якої Дунай розділяється на рукави і протоки; південна частина — горбиста рівнина з окремими останцями, складеними базальтами. Клімат помірний, опадів близько 600 мм на рік. Значна частина Кішальфельду розорана; посіви пшениці, цукрових буряків. Широколистяні ліси збереглися тільки на південно-заході і на берегах Дунаю.
Найважливіші міста — Дьйор, Комаром, Комарно, Дунайська Стреда, Нове Замки і Мошонмадьяровар.
Обмежена Карпатами на півночі, Баконь — Вертешськими пагорбами на півдні, Віденським басейном і Альпами на заході.

## Історія
У Кішальфельді сільське господарство розвивалося починаючи з неоліту. Південна частина Кішальфельду перебувала у складі римської провінції Паннонія між I і V століттями, а пізніше була населена германськими та слов'янськими племенами. Близько 900 р. приходять угорці. Після 900 р. регіон став частиною Угорського князівства, а починаючи з 1000 — Угорського королівства. Після Першої світової війни Кішальфельд було розділено між Угорщиною, Чехословаччиною та Австрією. З 1977 Чехословаччина спільно з Угорщиною будували велику дамбу та електростанцію Габчиково — Надьмарош, але в 1989 Угорщина односторонньо вийшла з проекту, що стало причиною конфлікту між країнами. Наразі будується Словаччиною.